# Nuraly Älip
Nuraly Paqtuly Älip (kasachisch Нұралы Пақтұлы Әліп Nūraly Paqtūly Älıp, russisch Нуралы Алип Nuraly Alip; * 22. Dezember 1999 in Aqtau) ist ein kasachischer Fußballspieler, der seit 2022 bei Zenit St. Petersburg in der Premjer-Liga unter Vertrag steht.

## Karriere

### Verein
Er begann mit dem Fußballspielen bei Kaspij Aqtau und wechselte dann zum FK Qairat Almaty. Hier durchlief der die Jugendmannschaften, bis er in der zweiten Mannschaft des Vereins spielte. In der UEFA Youth League 2017/18 bestritt Älip mit Almaty sowohl das Hin- als auch das Rückspiel, wobei er am 27. September 2017 in der Begegnung mit FK Krasnodar ein Tor erzielen konnte. In der Saison 2018 stand der zum ersten Mal im Profikader von Almaty. Am 11. März gab er sein Premjer-Liga-Debüt beim 2:1-Sieg gegen FK Qysyl-Schar SK. Am 12. Juli 2018 gab er beim 0:3-Auswärtssieg gegen UE Engordany sein Debüt in der UEFA Europa League.

### Nationalmannschaft
Älip bestritt ein Spiel für die kasachische U-19-Auswahl. Am 26. März 2018 gab er sein Debüt für die kasachische A-Nationalmannschaft. Im Freundschaftsspiel gegen Bulgarien wurde er kurz vor Ende des Spiels in der 90.+4'. Minute für Bauyrschan Islamchan eingewechselt.

## Erfolge
FK Qairat Almaty
- Kasachischer Meister: 2020
- Kasachischer Pokalsieger: 2018